# Vert-Saint-Denis
Vert-Saint-Denis is een gemeente in het Franse departement Seine-et-Marne (regio Île-de-France) en telt 7081 inwoners (2007). De plaats maakt deel uit van het arrondissement Melun en is een van gemeenten van de nieuwe stad Sénart.

## Geografie
De oppervlakte van Vert-Saint-Denis bedraagt 16,1 km², de bevolkingsdichtheid is 465,4 inwoners per km².
De onderstaande kaart toont de ligging van Vert-Saint-Denis met de belangrijkste infrastructuur en aangrenzende gemeenten.

## Demografie
Onderstaande figuur toont het verloop van het inwonertal (bron: INSEE-tellingen).